# Shane Bowers
Pour les articles homonymes, voir Bowers.
Shane Bowers (né le 30 juillet 1999 à Halifax, dans la province de la Nouvelle-Écosse, au Canada) est un joueur canadien de hockey sur glace. Il évolue au poste de centre.

## Biographie
Bowers refuse à deux reprises des offres pour évoluer avec une équipe junior majeur au Canada dans la LCH. Il choisit plutôt de jouer son hockey junior et universitaire aux États-Unis. Il dispute 2 saisons complètes (2015-2017) dans la USHL avec les Black Hawks de Waterloo avant de se joindre aux Terriers de Boston dans la NCAA en 2017-2018. 
Le 5 novembre 2017, il est échangé à l'Avalanche du Colorado dans la méga-transaction impliquant Matt Duchene.
Il joue son premier match dans la Ligue nationale de hockey avec l'Avalanche le 10 novembre 2022 face aux Predators de Nashville.
Le 25 février 2023, il est échangé aux Bruins de Boston en retour du gardien Keith Kinkaid.

## Statistiques

### En club
| Saison     | Équipe                  | Ligue      |    | Saison régulière | Saison régulière | Saison régulière | Saison régulière | Saison régulière |   | Séries éliminatoires | Séries éliminatoires | Séries éliminatoires | Séries éliminatoires | Séries éliminatoires |
| Saison     | Équipe                  | Ligue      | PJ | B                | A                | Pts              | Pun              | PJ               | B | A                    | Pts                  | Pun                  |                      |                      |
| 2015-2016  | Black Hawks de Waterloo | USHL       | 56 | 15               | 18               | 33               | 16               | 9                | 0 | 2                    | 2                    | 0                    |                      |                      |
| 2016-2017  | Black Hawks de Waterloo | USHL       | 60 | 22               | 29               | 51               | 20               | 6                | 2 | 1                    | 3                    | 2                    |                      |                      |
| 2017-2018  | Terriers de Boston      | NCAA       | 40 | 17               | 15               | 32               | 14               | -                | - | -                    | -                    | -                    |                      |                      |
| 2018-2019  | Terriers de Boston      | NCAA       | 37 | 11               | 10               | 21               | 25               | -                | - | -                    | -                    | -                    |                      |                      |
| 2018-2019  | Eagles du Colorado      | LAH        | 4  | 0                | 0                | 0                | 2                | 4                | 0 | 1                    | 1                    | 0                    |                      |                      |
| 2019-2020  | Eagles du Colorado      | LAH        | 48 | 10               | 17               | 27               | 14               | -                | - | -                    | -                    | -                    |                      |                      |
| 2020-2021  | Eagles du Colorado      | LAH        | 28 | 7                | 2                | 9                | 10               | -                | - | -                    | -                    | -                    |                      |                      |
| 2021-2022  | Eagles du Colorado      | LAH        | 37 | 6                | 3                | 9                | 12               | 4                | 1 | 3                    | 4                    | 0                    |                      |                      |
| 2022-2023  | Avalanche du Colorado   | LNH        | 1  | 0                | 0                | 0                | 0                | -                | - | -                    | -                    | -                    |                      |                      |
| 2022-2023  | Eagles du Colorado      | LAH        | 37 | 4                | 10               | 14               | 12               | -                | - | -                    | -                    | -                    |                      |                      |
| 2022-2023  | Bruins de Providence    | LAH        | 20 | 4                | 3                | 7                | 4                | 3                | 0 | 0                    | 0                    | 4                    |                      |                      |
| 2023-2024  | Devils du New Jersey    | LNH        | 8  | 0                | 0                | 0                | 0                | -                | - | -                    | -                    | -                    |                      |                      |
| 2023-2024  | Comets d'Utica          | LAH        | 43 | 10               | 4                | 14               | 8                | -                | - | -                    | -                    | -                    |                      |                      |
| Totaux LNH | Totaux LNH              | Totaux LNH | 9  | 0                | 0                | 0                | 0                | -                | - | -                    | -                    | -                    |                      |                      |

### En équipe nationale
| Année | Compétition                                |   | PJ | B | A | Pts | Pun               |  | Résultat |
| 2016  | Défi mondial des moins de 17 ans de hockey | 5 | 0  | 0 | 0 | 0   | Médaille d'argent |  |          |
| 2016  | Ivan Hlinka -18 ans                        | 4 | 1  | 0 | 1 | 0   | 5e place          |  |          |

## Trophées et honneurs personnels

### USHL
- 2015-2016 :
  - nommé dans la deuxième équipe des recrues
- 2016-2017 :
  - nommé dans la troisième équipe d'étoiles